# 索倫·漢森

索倫·漢森（Søren Hansen，1974年3月21日—）是一位丹麥職業高爾夫球選手。出生在丹麥首都哥本哈根。於1997年轉為職業選手。在2007年9月，他進入了世界排名前50位，成為了排名最高的丹麥球員。韓森曾代表丹麥參加1998、2001、2002、2005和2007年的高爾夫球世界盃。

## 外部連結
- PGA歐洲巡迴賽網站上的介紹